# Hemicloeina wyndham
Hemicloeina wyndham is een spinnensoort uit de familie Trochanteriidae. De soort komt voor in West-Australië.